# Luano
Luano eller Lwano är ett vattendrag i Kongo-Kinshasa, i Kafubus biavrinningsområde. Det rinner genom provinsen Haut-Katanga, i den södra delen av landet, 1 600 km sydost om huvudstaden Kinshasa. Luano möter Ruashi och vattendraget nedströms sammanflödet betecknas ömsom som Luano, ömsom som Ruashi.
Luano har gett namn åt Lubumbashi-Luano flygplats.